# Lars Knutzon
Lars Knutzon (ur. 1 października 1941 w Kopenhadze) – duński aktor teatralny, filmowy i telewizyjny, a także reżyser.
Urodził się jako syn aktora i reżysera Pera Knutzona oraz artystki kabaretowej Lulu Ziegler. Studiował aktorstwo w szkole teatralnej przy Odense Teater, kończąc naukę w 1967 i dołączając do zespołu aktorskiego tej placówki. Występował m.in. w adaptacjach Snu nocy letniej, Hamleta, Jak wam się podoba, Woyzecka i Czekając na Godota. W połowie lat 60. zadebiutował w rolach telewizyjnych i filmowych, grając od tego czasu w kilkudziesięciu różnych duńskich produkcjach. M.in. w latach 2010–2013 wcielał się w postać polityka Benta Sejrø w serialu Rząd. Zajął się również reżyserią teatralną, a okazjonalnie także filmową (m.in. serialu Jul i den gamle trædemølle oraz filmu telewizyjnego adaptującego sztukę Arszenik i stare koronki).

## Filmografia
- 1964: Gertrud
- 1965: Jensen længe leve
- 1969: Den gale dansker
- 1975: Det gode og det onde
- 1976: Hjerter er trumf
- 1980: Verden er fuld af børn
- 1983: Kurt og Valde
- 1983: Med lille Klas i kufferte
- 1989: Lykken er en underlig fisk
- 1993: Hjælp – Min datter vil giftes
- 1993: Viktor og Viktoria
- 1995: Kun en pige
- 1997: Ørnens øje
- 1999: TAXA
- 1998: I Wonder Who's Kissing You Now
- 1998: Albert
- 1999: Manden som ikke ville dø
- 1999: Toast
- 2001: En kort en lang
- 2004: Oh Happy Day
- 2010: Det grå guld
- 2010–2013: Rząd